# Turoszów (stacja kolejowa)
Turoszów – stacja kolejowa w Bogatyni, w dzielnicy Turoszów; w województwie dolnośląskim, w Polsce.